# 約克鎮區 (印地安納州諾布爾縣)
約克鎮區（英語：York Township）是位於美國印地安納州諾布爾縣的一個行政鎮區。

## 地方資料
根據2010年美國人口普查的數據，約克鎮區的面積為86.70平方千米，當中陸地面積為85.50平方千米，而水域面積為1.20平方千米。當地共有人口1605人，而人口密度為每平方千米18.51人。